# Alfred Dompert
Alfred Dompert, né le 23 décembre 1914 à Stuttgart et mort dans la même ville le 11 août 1991, est un athlète allemand qui a remporté une médaille de bronze en steeple aux Jeux olympiques d'été de 1936 à Berlin.
Il a été champion d'Allemagne du 3000 mètres steeple en 1937, 1947 et 1950.